# 高正明
高正明，北京化工大学化工资源有效利用国家重点实验室教授，主要从事流体混合与反应器工程、反应过程强化技术等方面的研究工作。入选中华人民共和国教育部2008年度"长江学者"特聘教授，享受中国国务院特殊津贴。